# Бартічешть
Бартічешть, Бартічешті (рум. Barticești) — село у повіті Нямц в Румунії. Входить до складу комуни Ботешть.
Село розташоване на відстані 296 км на північ від Бухареста, 34 км на північний схід від П'ятра-Нямца, 61 км на захід від Ясс.

## Населення
За даними перепису населення 2002 року у селі проживали 1945 осіб.
Національний склад населення села:
| Національність | Кількість осіб | Відсоток |
| -------------- | -------------- | -------- |
| румуни         | 1939           | 99,7%    |
| італійці       | 6              | 0,3%     |

Рідною мовою назвали:
| Мова       | Кількість осіб | Відсоток |
| ---------- | -------------- | -------- |
| румунська  | 1939           | 99,7%    |
| італійська | 6              | 0,3%     |